# Grand Prix cycliste de Québec 2016
La 7e édition du Grand Prix cycliste de Québec a eu lieu le 9 septembre 2016. Il s'agit de la 24e épreuve de l'UCI World Tour 2016. Il fut remporté par le cycliste slovaque Peter Sagan.

### Parcours

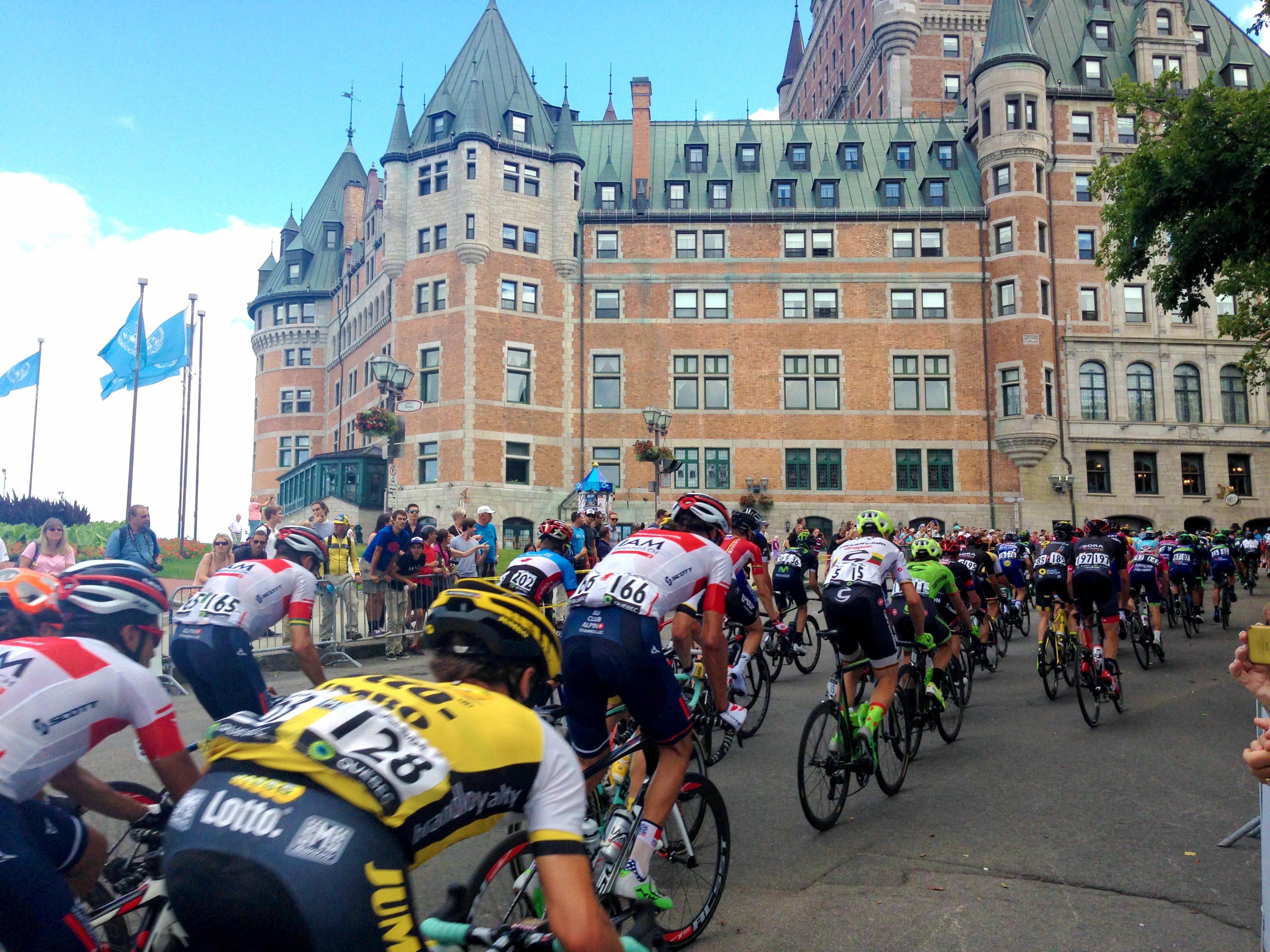
Près du Château Frontenac.

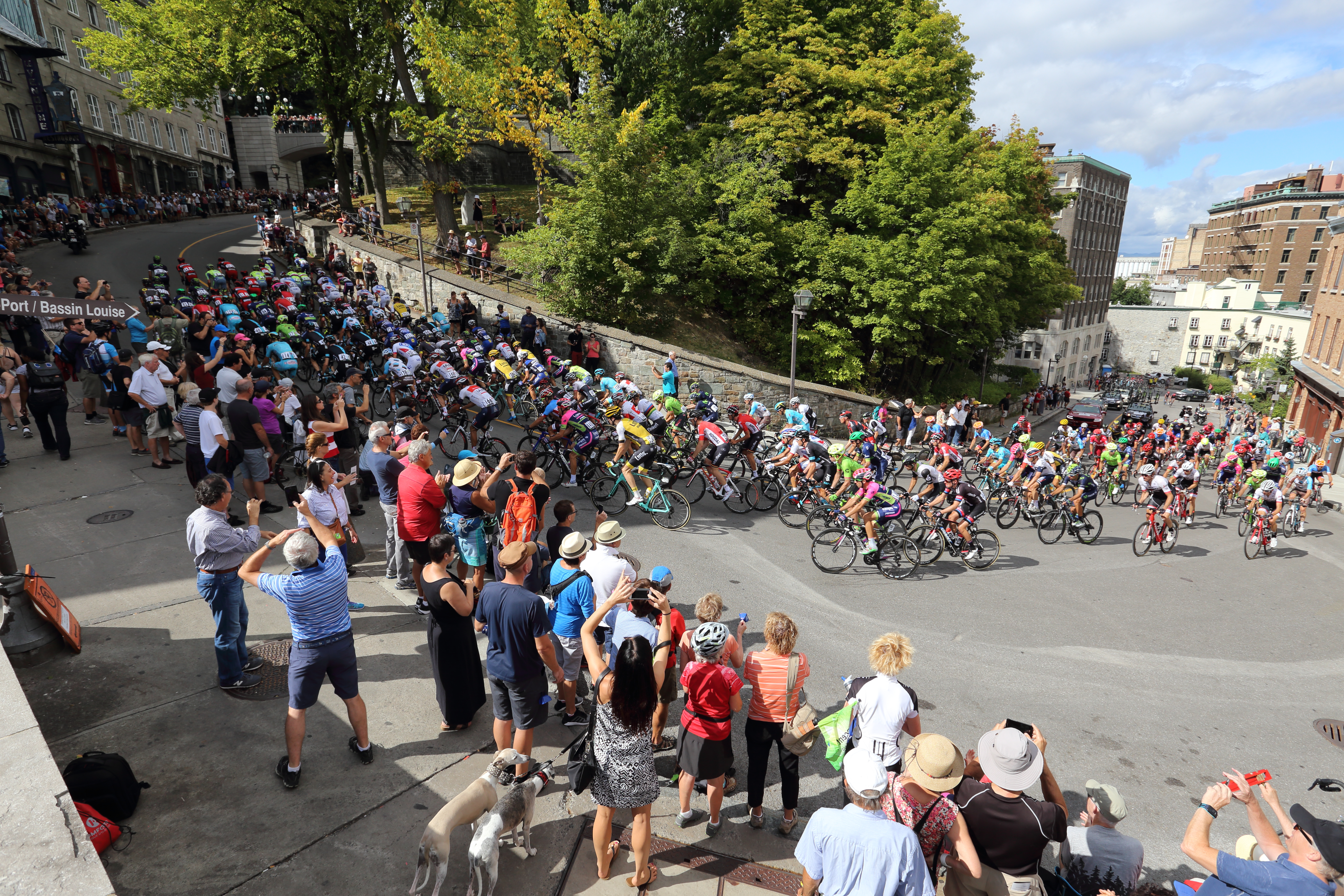
Côte de la Montagne.

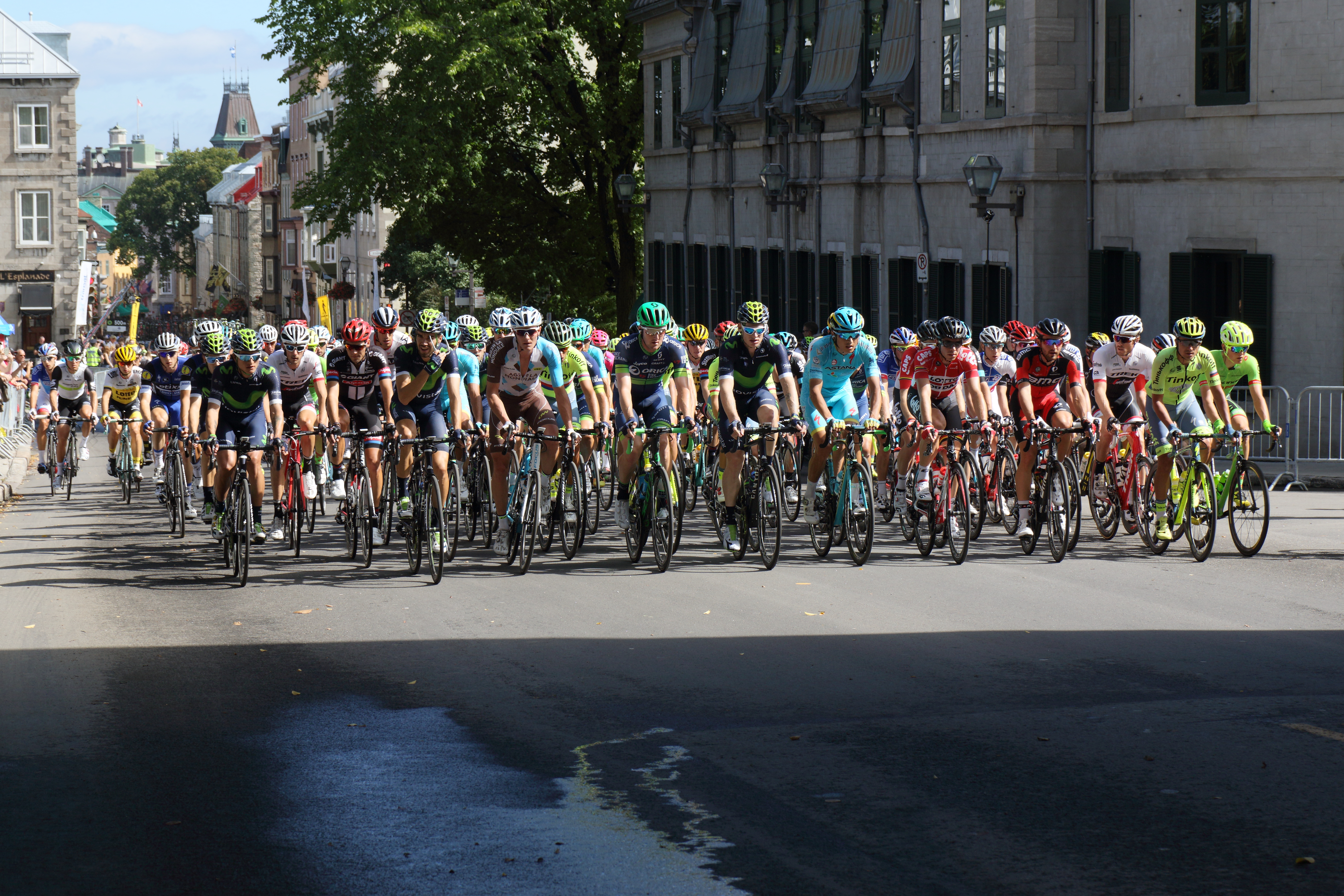
Rue Saint-Louis.

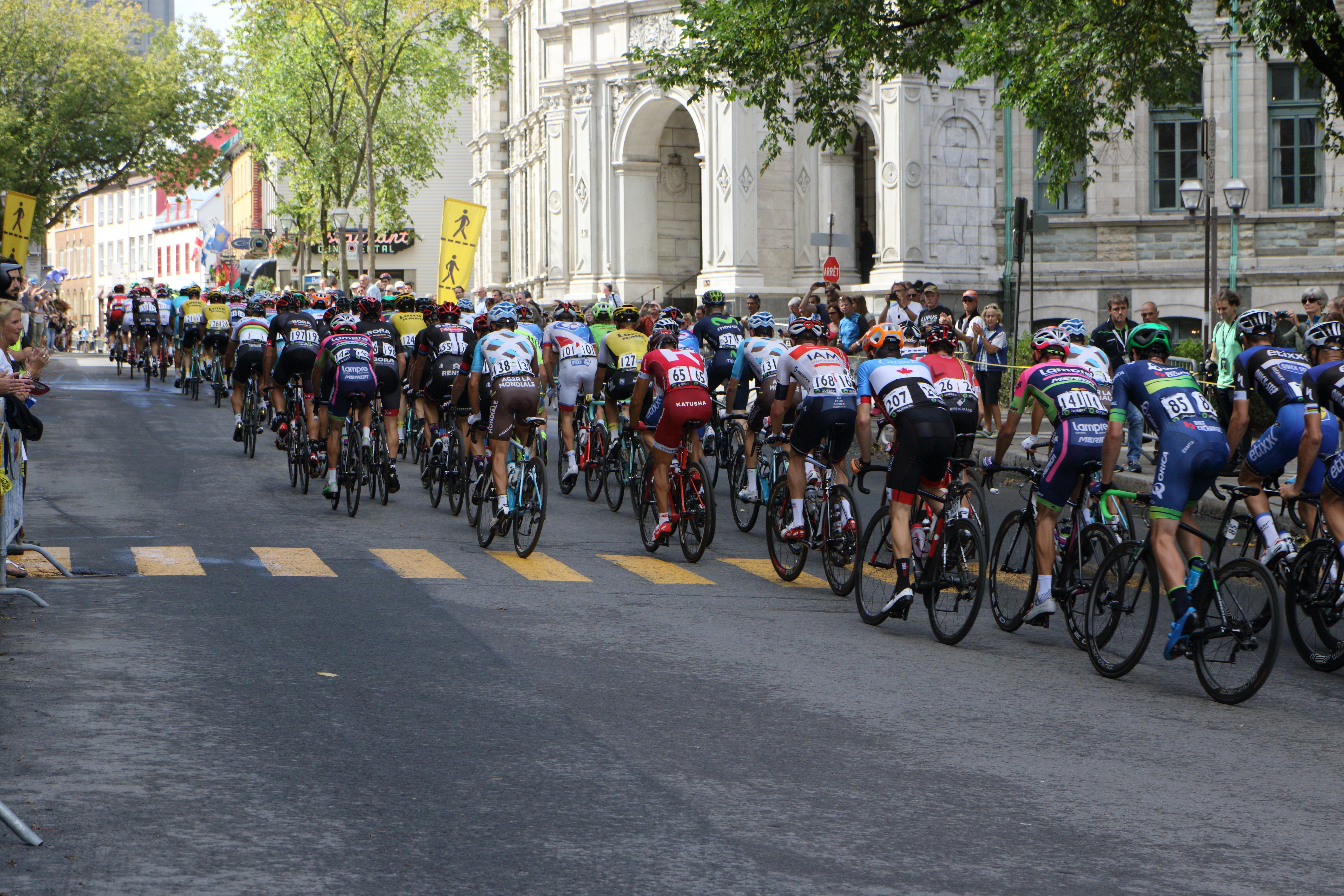
Rue Saint-Louis.

## Présentation

### Équipes
| WorldTeams (18)- Tinkoff - Cannondale-Drapac - Lotto-Soudal - Movistar Team - Sky - BMC Racing Team - Katusha - Etixx-Quick Step - Orica-BikeExchange - Trek-Segafredo - FDJ - Astana - Lotto NL-Jumbo - AG2R La Mondiale - Lampre-Merida - Giant-Alpecin - IAM Cycling - Dimension Data Équipes continentales professionnelles (2)- Direct Énergie - Bora-Argon 18 Équipe nationale- Canada |
| |

## Classement final
| \| Classement général \| Classement général \| Classement général \| Classement général \| Classement général \| \| Coureur \| Coureur \| Pays \| Équipe \| Temps \| \| ------------------ \| ---------------------- \| ------------------ \| ------------------ \| ------------------ \| \| 1er \| Peter Sagan \| Slovaquie \| Tinkoff \| 5 h 07 min 13 s \| \| 2e \| Greg Van Avermaet \| Belgique \| BMC Racing Team \| + 0 s \| \| 3e \| Anthony Roux \| France \| FDJ \| + 0 s \| \| 4e \| Alberto Bettiol \| Italie \| Cannondale-Drapac \| + 0 s \| \| 5e \| Michael Matthews \| Australie \| Orica-BikeExchange \| + 0 s \| \| 6e \| Nathan Haas \| Australie \| Dimension Data \| + 0 s \| \| 7e \| Diego Ulissi \| Italie \| Lampre-Merida \| + 0 s \| \| 8e \| Bauke Mollema \| Pays-Bas \| Trek-Segafredo \| + 0 s \| \| 9e \| Petr Vakoč \| Tchéquie \| Etixx-Quick Step \| + 0 s \| \| 10e \| Rigoberto Urán \| Colombie \| Cannondale-Drapac \| + 0 s \| \| 11e \| Viatcheslav Kouznetsov \| Russie \| Katusha \| + 0 s \| \| 12e \| Wilco Kelderman \| Pays-Bas \| LottoNL-Jumbo \| + 0 s \| \| 13e \| Rui Costa \| Portugal \| Lampre-Merida \| + 0 s \| \| 14e \| Tim Wellens \| Belgique \| Lotto-Soudal \| + 0 s \| \| 15e \| Tom-Jelte Slagter \| Pays-Bas \| Cannondale-Drapac \| + 0 s \| \| 16e \| Yoann Offredo \| France \| FDJ \| + 0 s \| \| 17e \| Guillaume Boivin \| Canada \| Canada \| + 0 s \| \| 18e \| Tiesj Benoot \| Belgique \| Lotto-Soudal \| + 0 s \| \| 19e \| Fabio Aru \| Italie \| Astana \| + 0 s \| \| 20e \| Ryder Hesjedal \| Canada \| Trek-Segafredo \| + 8 s \| |                        |           |                    |                 |
| |                        |           |                    |                 |
| Source : ProCyclingStats |                        |           |                    |                 |
| Classement général |                        |           |                    |                 |
| Coureur | Coureur                | Pays      | Équipe             | Temps           |
| 1er | Peter Sagan            | Slovaquie | Tinkoff            | 5 h 07 min 13 s |
| 2e | Greg Van Avermaet      | Belgique  | BMC Racing Team    | + 0 s           |
| 3e | Anthony Roux           | France    | FDJ                | + 0 s           |
| 4e | Alberto Bettiol        | Italie    | Cannondale-Drapac  | + 0 s           |
| 5e | Michael Matthews       | Australie | Orica-BikeExchange | + 0 s           |
| 6e | Nathan Haas            | Australie | Dimension Data     | + 0 s           |
| 7e | Diego Ulissi           | Italie    | Lampre-Merida      | + 0 s           |
| 8e | Bauke Mollema          | Pays-Bas  | Trek-Segafredo     | + 0 s           |
| 9e | Petr Vakoč             | Tchéquie  | Etixx-Quick Step   | + 0 s           |
| 10e | Rigoberto Urán         | Colombie  | Cannondale-Drapac  | + 0 s           |
| 11e | Viatcheslav Kouznetsov | Russie    | Katusha            | + 0 s           |
| 12e | Wilco Kelderman        | Pays-Bas  | LottoNL-Jumbo      | + 0 s           |
| 13e | Rui Costa              | Portugal  | Lampre-Merida      | + 0 s           |
| 14e | Tim Wellens            | Belgique  | Lotto-Soudal       | + 0 s           |
| 15e | Tom-Jelte Slagter      | Pays-Bas  | Cannondale-Drapac  | + 0 s           |
| 16e | Yoann Offredo          | France    | FDJ                | + 0 s           |
| 17e | Guillaume Boivin       | Canada    | Canada             | + 0 s           |
| 18e | Tiesj Benoot           | Belgique  | Lotto-Soudal       | + 0 s           |
| 19e | Fabio Aru              | Italie    | Astana             | + 0 s           |
| 20e | Ryder Hesjedal         | Canada    | Trek-Segafredo     | + 8 s           |

Meilleur grimpeur:  Gianni Moscon (Sky)
Meilleur canadien:  Guillaume Boivin (Équipe Canada)

### UCI World Tour
Ce Grand Prix cycliste de Québec attribue des points pour l'UCI World Tour 2016, par équipes uniquement aux équipes ayant un label WorldTeam, individuellement uniquement aux coureurs des équipes ayant un label WorldTeam.
| Position           | 1er | 2e | 3e | 4e | 5e | 6e | 7e | 8e | 9e | 10e |
| Classement général | 80  | 60 | 50 | 40 | 30 | 22 | 14 | 10 | 6  | 2   |